# Cuza Vodă (Stăncuța), Brăila
Cuza Vodă (în trecut, Pârlita) este un sat în comuna Stăncuța din județul Brăila, Muntenia, România.